# 蓮花菰
蓮花菰（學名：Thonningia sanguinea）是屬於蛇菰科蓮花菰屬的一種寄生植物，蓮花菰屬是一個單種屬，屬內只有蓮花菰一個種。分布遍及非洲南部和西部，尤其是非洲的熱帶地區特別多。
蓮花菰，俗稱地鳳梨（ground pineapple），是一種非洲人非常熟悉的植物，在非洲的眾多語言中它有著一長串各種不同的俗名，因為花序的外觀像小型的鳳梨或椰子樹，這些俗名大多和鳳梨或是椰子樹有關。

## 形態特徵
本種是雌雄異株的肉質草本植物，塊莖生長在地底下，經由塊莖寄生在宿主植物上。淺黃色的塊莖生長在土壤中，會由塊莖長出分枝，分枝水平延伸約10〜15公分長，在接觸宿主植物根的地方會形成腫脹的癭瘤，這些癭瘤可以成長到18公分寬。
塊莖看起來很像是根狀莖，但它們並不是真正的根狀莖。莖上覆蓋著鱗片狀的葉片，鱗葉呈螺旋狀排列。葉子顏色不是綠色的，沒有葉綠素，因為養分是取自宿主植物，本身不需要進行光合作用製造養分。花莖直接由地底的塊莖長出，皇冠狀的花頭覆蓋著鱗片，花序鮮紅色或粉紅色，花單性，花序長15〜20公分。

## 生態習性
蓮花菰生長在森林及其他的環境裡。常常可以在大型的農場裡找到，它寄生在農場的作物上，例如：橡膠樹，海棗，可可樹。
蓮花菰是一種蟲媒花，借由蒼蠅和螞蟻來傳播花粉，這些昆蟲有蠅科和麗蠅科的蒼蠅及扁琉璃蟻屬（Technomyrmex）的螞蟻，當它們進入花內採蜜時，同時也為蓮花菰進行了授粉。蠅科莫蠅屬（Morellia）的蒼蠅會將卵產在蓮花菰的雄花上，卵孵化成幼蟲後，幼蟲就以雄花為食物。蓮花菰與莫蠅形成了互利共生的關係，莫蠅幫助蓮花菰授粉，蓮花菰則提供莫蠅產卵的場所，並做為幼蟲的食草為其提供食物。

## 用途

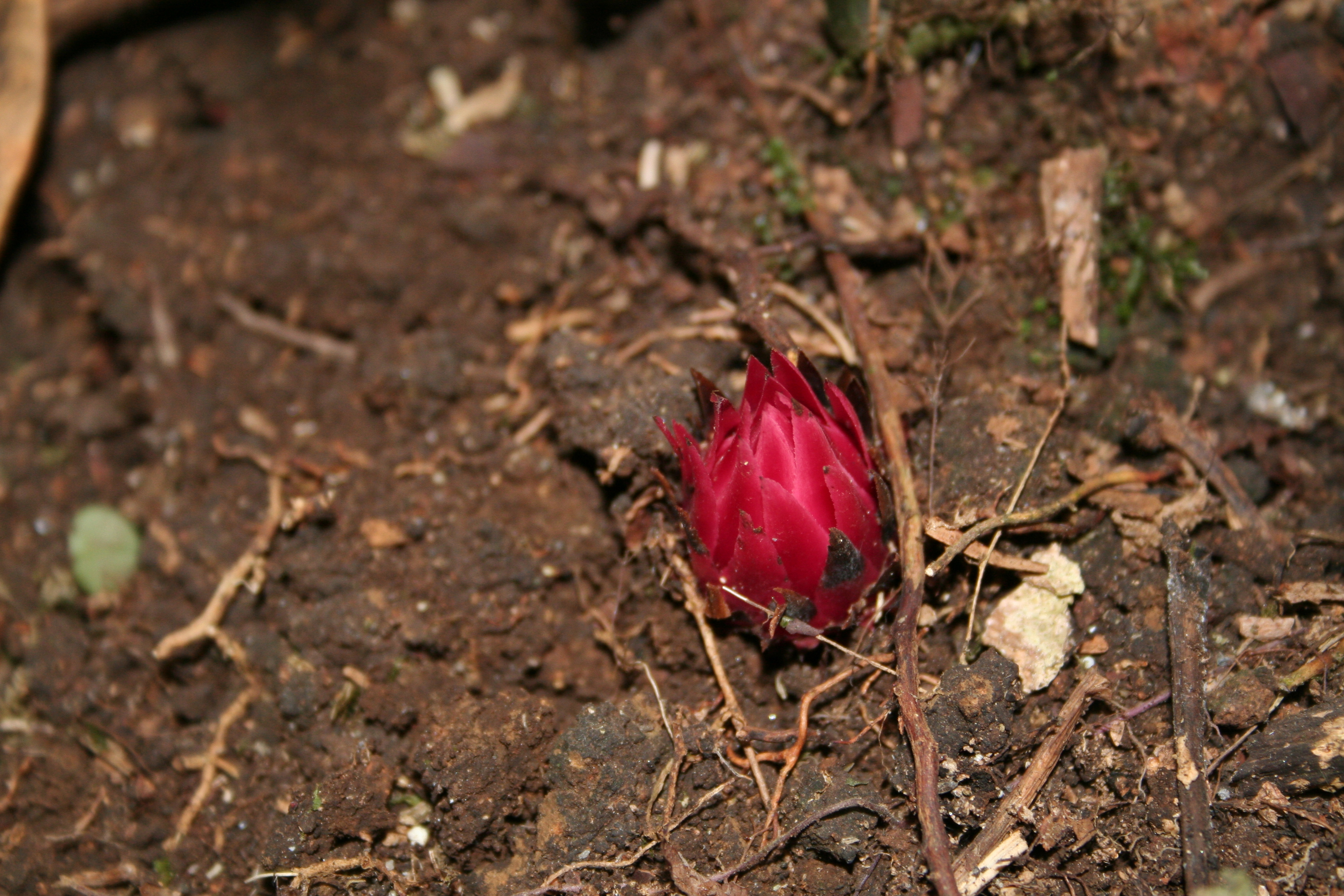
由地底長出的蓮花菰

蓮花菰最廣為人知的用途就是它可以做為藥用植物，整株植物都可以做藥材，是一種非洲的傳統藥用植物，在許多非洲文化中它被拿來治療很多種疾病。在加納，用它來防止哮喘發作和治療性病。在象牙海岸和剛果它被拿來治療腹瀉。葉子的煎劑用於治療寄生蟲。和辣椒合用做成外用藥，用來治療痔瘡和斜頸症（torticollis）。也可治療痲瘋病、皮膚感染、膿瘡、齲齒、牙齦病、發燒、瘧疾、心血管疾病、佝僂病和風濕病。在薩伊，據說可以防止尿失禁和尿床。
在實驗室的研究發現，蓮花菰具有一些藥用功能。它具有抗菌活性，可以抗多種病原體。對於會引起腹瀉，有抗藥性的腸道沙門氏菌菌株，它具有一些抗菌作用。它可能有助於治療經常伴隨著感染人類免疫缺陷病毒與愛滋病出現的真菌性疾病。它具有抗氧化活性。它也許可以保護肝臟，防止黃麴毒素造成肝損傷。對於一些會產生廣效性乙內醯胺酶的病原體，例如大腸桿菌及克雷伯氏肺炎菌，在服用抗生素治療這些病菌所產生的疾病時，添加蓮花菰的提取物一起服用，可能有提高治療效果的功效。它有抗瘧原蟲屬物種的作用，例如引起瘧疾的惡性瘧原蟲。蓮花菰對於黑麴黴、白色念珠菌（Candida albicans）、枯草桿菌、綠膿桿菌、金黃色葡萄球菌、宋內志賀氏菌（Shigella sonnei）都具有抗菌活性。
象牙海岸的人民用來獵捕動物的箭毒，其毒藥的成分就含有蓮花菰。它也可以做為煮湯時的調味料。一些地區，它的花序被認為是一種春藥。在加納與象牙海岸，會將花序綁在幼兒的腳踝上，激勵他們學習走路，因為花序上的尖刺會阻止他們坐下來。
在某些地方，蓮花菰被認為是一種雜草，例如在橡膠園裡面大量生長的蓮花菰就被認為是雜草。

## 外部連結
- 维基共享资源上的相關多媒體資源：蓮花菰